# Großer Plöner See
De Großer Plöner See (Grote Meer van Plön) is een meer in de Kreis Plön in de deelstaat Sleeswijk-Holstein in Duitsland.

## Geografie
Het meer ligt volledig in het 'Natuurpark Holsteinische Schweiz' en is met een oppervlakte van 28 km² en een diepte tot 56 m het grootste en diepste in Sleeswijk-Holstein en het op negen na grootste meer van Duitsland. Op de noordelijke oever ligt de districtshoofdplaats Plön, met het hooggelegen kasteel van Plön dat het typische beeld van het meer vormt. Andere plaatsen aan dit meer zijn: Bosau, Dersau en Ascheberg.
De Großer Plöner See is ontstaan door gletsjererosie aan het einde van de laatste ijstijd. De noordrand is een smalle, opgestuwde landstrook tussen de grote en de Kleiner Plöner See, die als eindmorene van een gletsjer is ontstaan, en waarop het kasteel van Plön is gebouwd. 
Er liggen een 20-tal eilanden in het meer. De meeste zijn als natuurgebied beschermd en bieden aan talrijke vogelsoorten onverstoorde en windluwe broedplaatsen.
De eilanden Olsborg en Bischofswarder zijn voormalige slavische nederzettingen.
Het 2 km lange schiereiland Prinzeninsel is een toeristenbestemming.

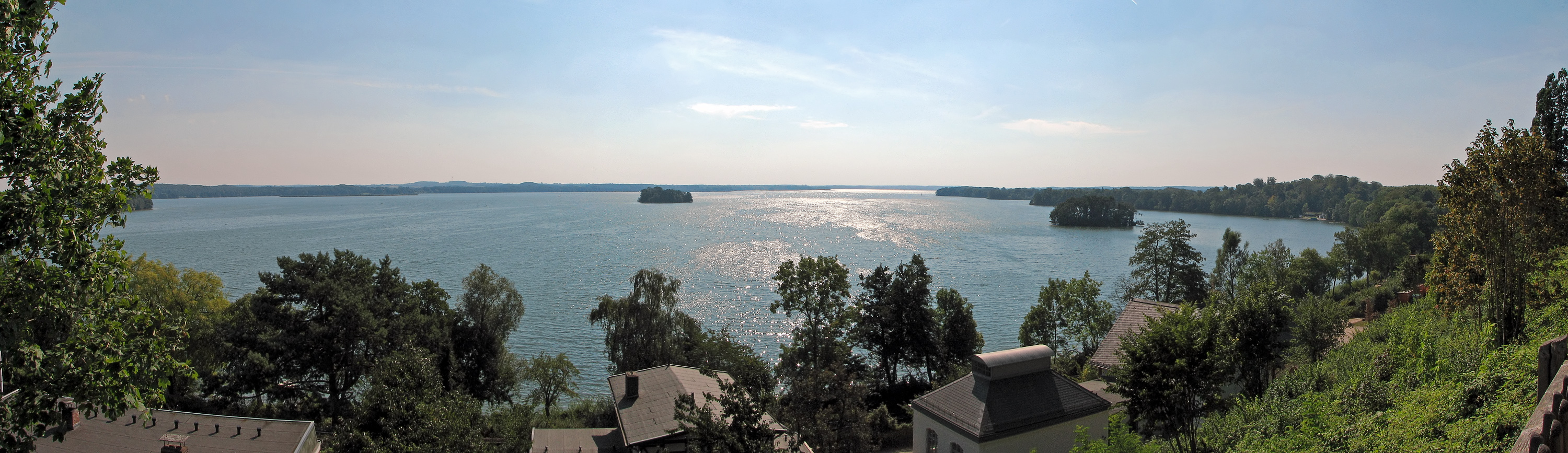
Panorama van de Große Plöner See vanaf het kasteel van Plön